# Supply-side economics
La supply-side economics è una teoria macroeconomica nata nei primi anni settanta dalle idee di Robert Mundell, Arthur Laffer e Jude Wanniski, di moda nei primi anni ottanta negli Stati Uniti - e durante i governi di Margaret Thatcher in Gran Bretagna - durante la cosiddetta Reaganomics, sotto la presidenza di Ronald Reagan.

## La teoria
Essa enfatizza il ruolo dell'offerta (supply-side) nello stimolare la crescita economica, in contrapposizione alle teorie keynesiane che si focalizzano sulla domanda aggregata di beni e servizi, sostenendo che è compito dello stato intervenire con misure di sostegno alla domanda qualora la domanda aggregata sia insufficiente a garantire il pieno impiego o comunque il raggiungimento degli obiettivi di politica economica prestabiliti.
Il sostegno all'offerta deve avvenire, secondo Martin Feldstein e altri sostenitori della teoria, attraverso l'effetto-incentivo di una minore tassazione. La minore tassazione, stimolando il risparmio e gli investimenti, e influendo sulle scelte individuali riguardanti, ad esempio, il lavoro, stimolerebbe una maggiore crescita, capace – secondo i sostenitori più radicali della teoria – di far crescere le entrate fiscali nonostante la diminuzione delle aliquote. Inoltre la supply-side causerebbe effetti positivi sul tasso di inflazione grazie allo stimolo dell'offerta. Alcuni tra gli esponenti più radicali della teoria sono entrati a far parte, in diversi periodi, dell'amministrazione Reagan.
La curva di Laffer ben rappresenta il pensiero dei sostenitori della supply-side, affermando che esiste un livello di tassazione oltre il quale prevalgono i disincentivi a produrre e lavorare di più. Una diminuzione delle imposte invece incentiverebbe gli individui a lavorare e produrre di più. L'effetto di una maggiore offerta di lavoro da parte delle aziende incentivate ad investire a causa di una minore pressione fiscale, avrebbe provocato un aumento del reddito, sia da capitale che da lavoro, e quindi delle entrate fiscali.

## Critiche
L'idea che una minore pressione fiscale faccia aumentare l'offerta di lavoro è stata criticata sostenendo che se è vero che si rende più desiderabile il lavoro rispetto al tempo libero (effetto sostituzione), è anche vero che una minore imposizione fiscale fa aumentare il reddito disponibile a parità di lavoro (effetto reddito). È quindi possibile che, a parità di reddito, la quantità offerta di lavoro diminuisca. La supply-side economics è stata considerata una sorta di rielaborazione della legge di Say, poiché si sosteneva che la domanda sarebbe stata stimolata da misure destinate ad aumentare l'offerta.
I critici hanno affermato che non vi sono mai state evidenze empiriche che avvalorassero la tesi secondo la quale una diminuzione delle imposte, stimolando l'offerta, potesse far crescere l'attività economica al punto tale da compensare il minor introito fiscale. Inoltre hanno criticato l'idea che gli stimoli all'offerta potessero agire positivamente sulla domanda.
Per quanto riguarda la Reaganomics, gli economisti critici verso la supply-side economics hanno fatto notare che la diminuzione dell'inflazione durante i primi anni di presidenza Reagan sono attribuibili alla politica monetaria e non alla politica fiscale. In una indagine del 2012, inoltre, alla domanda se "un taglio dei tassi delle imposte federali sul reddito negli Stati Uniti avrebbe aumentato il reddito imponibile abbastanza da aumentare contemporaneamente le entrate fiscali annuali entro cinque anni, più che se non ci fossero stati i tagli", nessuno degli economisti dell'Università di Chicago intervistati ha risposto affermativamente. Solo il 35% è stato d'accordo con l'affermazione "un taglio dei tassi delle imposte federali negli Stati Uniti in questo momento porterebbe ad un aumento del PIL entro cinque anni piuttosto che senza tagli".